# Arsen(V)-fluorid
Arsenpentafluorid, AsF5, ist eine chemische Verbindung bestehend aus den Elementen Arsen und Fluor, in der Arsen die Oxidationsstufe +V besitzt. Es ist ebenso wie Antimon(V)-fluorid eine starke Lewis-Säure, ein Fluorierungs- und Oxidationsmittel.

## Darstellung
Arsenpentafluorid kann durch Reaktion direkt aus den Elementen dargestellt werden.
{\displaystyle \mathrm {2\ As+5\ F_{2}\longrightarrow 2\ AsF_{5}} }
Weitere Methoden sind die Fluorierung von Arsen(III)-fluorid oder Arsenoxiden mit elementarem Fluor.
{\displaystyle \mathrm {AsF_{3}+\ F_{2}\longrightarrow \ AsF_{5}} }
Es kann auch ohne den Einsatz von elementarem Fluor aus Arsentrifluorid und Antimonpentafluorid mit Brom als Katalysator erhalten werden.

## Eigenschaften

### Physikalische Eigenschaften
Arsenpentafluorid ist bei Raumtemperatur ein farbloses Gas. Es besitzt eine trigonal-bipyramidale Geometrie.

### Chemische Eigenschaften
Durch Wasser wird Arsenpentafluorid hydrolysiert. Es geht durch Reaktion mit Fluorid-Donatoren wie mit Schwefeltetrafluorid in das oktaedrisch gebaute Hexafluoroarsenat(V) über:
{\displaystyle \mathrm {AsF_{5}+SF_{4}\longrightarrow SF_{3}^{+}[AsF_{6}]^{-}} }.
Mit Xenondifluorid werden je nach Mischungsverhältnis verschiedene ionische Verbindungen gebildet.
{\displaystyle \mathrm {2\,XeF_{2}+AsF_{5}\rightarrow [Xe_{2}F_{3}][AsF_{6}]} }
{\displaystyle \mathrm {XeF_{2}+AsF_{5}\rightarrow [XeF][AsF_{6}]} }
{\displaystyle \mathrm {XeF_{2}+2\,AsF_{5}\rightarrow [XeF][As_{2}F_{11}]} }